# Calypogeiaceae
Calypogeiaceae là một họ rêu trong bộ Jungermanniales.